# 社会法团主义
社会法团主义（英語：Social corporatism），又称社会民主法团主义（Social democratic corporatism），是一种经济三方架构法团主义形式，基于资本与劳工利益之间的社会伙伴关系。这种模式包括雇主代表与劳工代表之间的集体谈判，并由政府在国家层面进行调解。社会法团主义在西欧的一些社会市场经济中程度较低地存在。它被认为是一种妥协方式，通过要求资本与劳工进行政府调解下的相互协商，来调节双方的冲突。
社会法团主义通常受到民族主义政党、社会民主主义政党的支持，发展于二战结束后，受到西欧国家中基督教民主主义者和社会民主主义者的影响，例如奥地利、德国、荷兰、丹麦、芬兰、挪威和瑞典等国。社会法团主义在不同的西欧国家也被以不同形式和程度采纳。
北欧国家拥有最全面的集体谈判制度，工会通过官方组织在国家层面代表劳工，雇主协会则代表资本。这一制度与这些国家的福利国家政策一起，构成所谓的“北欧模式”。奥地利和德国实行的模式相对不那么全面，构成“莱茵资本主义”的一部分。